# Theologische Fakultät von Mittelitalien

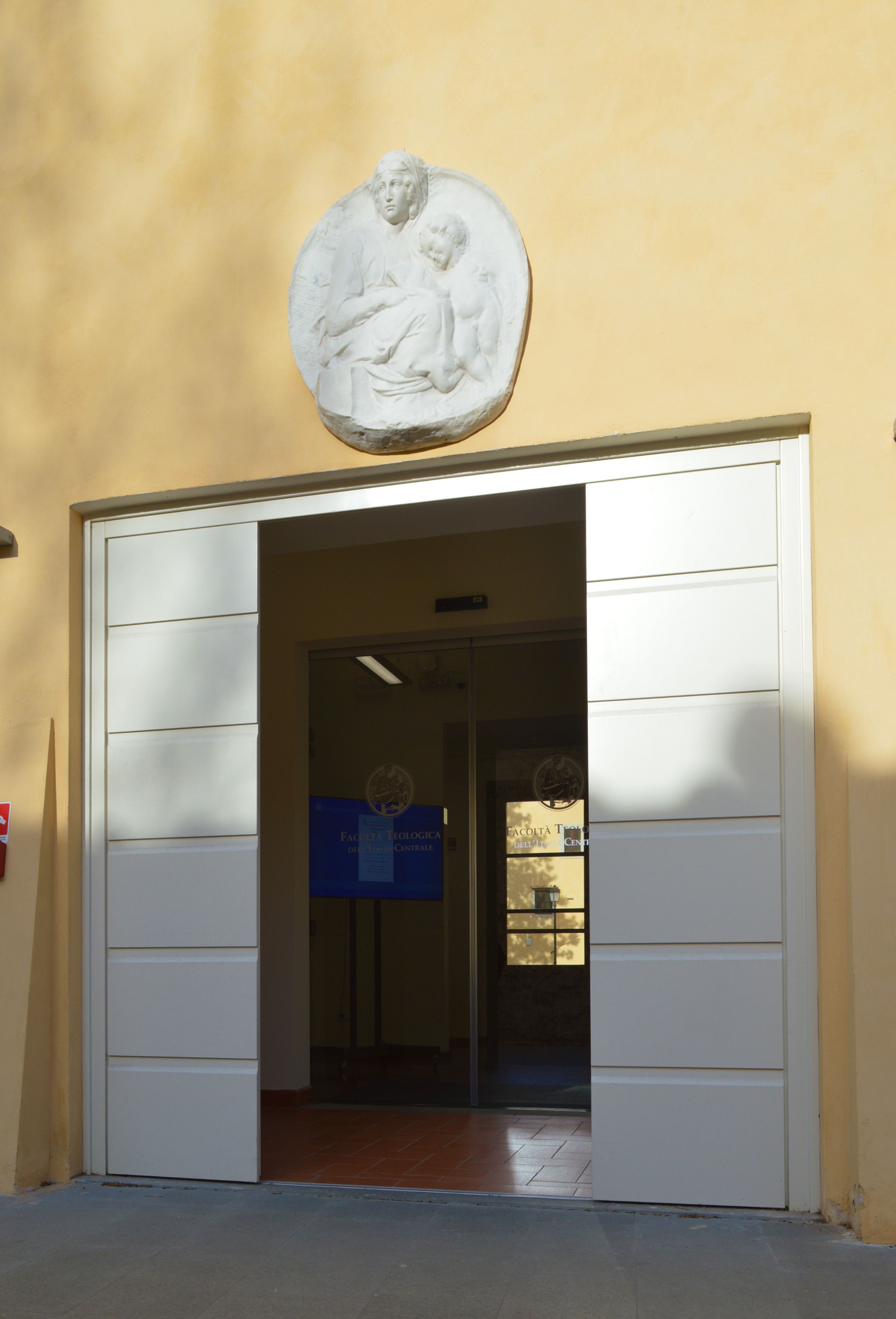
Eingangsportal der FTIC

Die Theologische Fakultät von Mittelitalien (italienisch Facoltà Teologica dell’Italia Centrale FTIC) ist eine Hochschule in Trägerschaft der römisch-katholischen Kirche mit Sitz in Florenz.

## Geschichte
Die Theologische Fakultät von Mittelitalien ist eine akademische Einrichtung, die auf den Kontext des späten Mittelalters und des frühen Humanismus zurückgeht. Vorläufer war eine Bulle von Papst Clemens VI. mit dem Incipit In supremae dignitatis (Avignon, 31. Mai 1348), die das Studium Florentinum, d. h. die Universität der Studien, begründete. Damit wurde der Institution das Recht verliehen, auf Dauer in der Theologie, im Recht (utroque iure) und in der Medizin zu studieren, ohne andere Disziplinen auszuschließen. Im März 1348 hatte die Pest vier Fünftel der Einwohner von Florenz getötet. Trotzdem gewährte 1364 auch das andere große Oberhaupt der Christenheit, Kaiser Karl IV., ähnliche Vorrechte wie der Papst.
Eine besondere Erwähnung der Theologischen Fakultät im Generalstudium ist in der Bulle Etsi fides apostolica von Papst Eugen IV. enthalten, die darauf abzielte, die Vergabe des Magistergrades in Theologie umsichtiger zu gestalten. In jenen Jahrzehnten wurde das Studium vom Heiligen Antonio Pierozzi, Dominikaner, Kanzler und Erzbischof von Florenz, betreut. Es ist auch das Jahrhundert, in dem Giovanni Dominici OP, Marsilio Ficino, Agnolo Poliziano und Gino Laskaris Schüler und Lehrer am Studium waren, die Theologie oder andere Disziplinen studierten, aber in jedem Fall ein offenkundiges theologisches Interesse hatten: unterschiedliche, bisweilen gegensätzliche Sensibilitäten, die jedoch durch ihr Interesse an den anthropologischen Implikationen der scientia Dei vereint waren. Nicht einmal die Einrichtung eines Studium generale in Pisa im Jahr 1472 schadete der Universität der Theologen in Florenz, an der Studenten und Professoren aller in der Stadt vertretenen Orden tätig waren; auch die humanae litterae wurden nicht eingeschränkt, als eine Bulle von Papst Leo X. im Jahr 1515 dem Bischof von Florenz neben der Bestätigung der alten Vorrechte auch das Recht zugestand, in poetischer Gelehrsamkeit zu promovieren.
Im 16., 17. und 18. Jahrhundert spezialisierte sich die Universität Florenz immer mehr auf theologische Disziplinen und pflegte gleichzeitig eine ausgeprägte historische und philologische Tradition, die von dem Humanisten Pier Vettori, dem Historiker Scipione Ammirato, dem Augustiner-Kardinal Enrico Noris OESA, dem Rechtsgelehrten und Philologen Giovanni Lami und dem Autor und Bibliothekar sowie Kanoniker Angelo Maria Bandini bezeugt wird. Zu den Anerkennungen, die die Universität von Florenz vom päpstlichen Stuhl erhalten hat, gehören:
- 1725 – Brief von Papst Benedikt XIII.
- 1857 – apostolisches Schreiben Gravissimas inter Apostolici von Papst Pius IX., das das Privileg des Titels „päpstlich“ gewährt
- 1895 – die Genehmigung der neuen Statuten durch Papst Leo XIII., die ernsthafte Studien an der universa theologia garantierten.

Kardinal Alfonso Mistrangelo, der der Kultur seiner Zeit ebenso aufgeschlossen gegenüberstand wie die Scolopianer in Florenz, die Patres Giovanni Giovannozzi (1860–1928), Ermenegildo Pistelli (1862–1927), und Giuseppe Manni (1844–1923), hatte die Studien weiter gefördert. Doch 1931 setzte Papst Pius XI. mit der Apostolischen Konstitution Deus scientiarum Dominus unter ausdrücklicher Erwähnung der Florentiner Universität das Recht aller kirchlichen Universitäten aus, akademische Grade zu verleihen, bis sie ihre Kader gemäß den neuen Anweisungen reorganisiert hatten. Die Florentiner Theologen nahmen diese Regelung zur Kenntnis. Bis zur Erfüllung der geforderten Verpflichtungen wurde die Tätigkeit der Universität der Theologen, wie sie damals noch hieß, vorübergehend eingestellt: In diesem Sinne ist der Ausdruck ipsa quievit, „ruhte“, zu verstehen, der in dem 1976 von der Kongregation für das katholische Bildungswesen erlassenen Dekret Attenta rogatione erscheint.
Das Studium, das damals ausschließlich als Studium des Florentiner Priesterseminars fungierte, trug zur Ausbildung mehrerer Generationen von Priestern und Ordensleuten bei und hatte in seinem Lehrkörper bedeutende Persönlichkeiten des Katholizismus und des kirchlichen Lebens in Florenz und Italien, wie Pater Stanislao Bellandi OESA, Pater Reginaldo Santilli OP, Pater Lino Randellini OFM, Pater Divo Barsotti, Pater Samuele Olivieri OFM, Bischof Raffaello Parenti und die Bischöfe Enrico Bartoletti und Giuliano Agresti. Zu den Studenten gehörten unter anderem Lorenzo Milani und Silvano Piovanelli. Durch die Förderung der Erzbischöfe und Kardinäle Ermenegildo Florit und Giovanni Benelli wurde das Theologische Studium 1976 mit dem Dekret Attenta rogatione der Theologischen Fakultät der Päpstlichen Universität Gregoriana angegliedert.
Nach mehreren Jahren der Vorbereitung wurden 1986 die Unterlagen zur Umwandlung des Studiums in eine Theologische Fakultät der Kongregation für das Katholische Bildungswesen zur Prüfung vorgelegt. Eine wichtige Rolle spielten dabei Professoren wie Msgr. Valerio Mannucci, ehemaliger Dekan des Florentiner Theologischen Studiums, und Msgr. Enrico Chiavacci. Im selben Jahr 1986 erkannte der Vorsitz der Italienischen Bischofskonferenz „die Zweckmäßigkeit, Mittelitalien mit einer Theologischen Fakultät auszustatten, und die Eignung von Florenz als Sitz einer solchen Einrichtung“ an. Gleichzeitig schlug sie vor, „dass die zu errichtende Fakultät sich mit der Unterstützung und Förderung der theologischen Kultur im Gebiet Mittelitaliens befassen sollte, auch mit entsprechenden Verbindungen zu den theologischen Einrichtungen, die von den benachbarten Diözesen und Regionen gefördert werden“. Das von der Kongregation für das Katholische Bildungswesen am 5. März 1990 erlassene und am 16. Januar 1995 erneuerte Dekret über die Zusammenlegung der Theologischen Fakultät der Päpstlichen Universität Gregoriana mit dem Titel In urbe Florentia, in dem die theologische Berufung der Stadt Florenz anerkannt wurde, bestätigte die jüngste Verpflichtung und ermutigte die Fakultät im Hinblick auf die neuen geistlichen Erfordernisse, sich mit immer größerer Aufmerksamkeit und Kompetenz mit den zahlreichen religiösen Fragen rund um das zentrale Thema des Menschen auseinanderzusetzen.
Am 8. September 1997 errichtete die Kongregation für das katholische Bildungswesen (heute Dikasterium für die Kultur und die Bildung) mit dem Dekret Florentiae, clarissima in urbe, die Theologische Fakultät Mittelitaliens mit Sitz in Florenz.

## Organisation
Die Theologische Fakultät ist eine kirchliche Fakultät sowie eine Universität der katholischen Kirche, die vom italienischen Staat in seiner Befugnis zur Vergabe von Hochschulabschlüssen anerkannt wurde. Sie ist eine universitäre Einrichtung für Theologie, die theologische Baccalauréat-, Lizenziat- und Doktorgrade in Philosophie, Theologie, Bibelwissenschaften und Dogmatik anbietet.